# یواس‌اس پافین (ای‌ام‌سی-۲۹)
یواس‌اس پافین (ای‌ام‌سی-۲۹) (به انگلیسی: USS Puffin (AMc-29)) یک کشتی بود که طول آن ۹۰ فوت ۲ اینچ (۲۷٫۴۸ متر) بود. این کشتی در سال ۱۹۳۶ ساخته شد.